# Пивничное (Запорожская область)
Пивничное (укр. Північне) — село,
Терпеньевский сельский совет,
Мелитопольский район,
Запорожская область,
Украина.
Код КОАТУУ — 2323085107. Население по переписи 2001 года составляло 230 человек.

## Географическое положение
Село Пивничное находится на расстоянии в 2 км от села Терпенье и в 2,5 км от села Ровное.
Вокруг села много садов.
Рядом проходят автомобильные дороги М-18 (E 105) и Т-0401.

## История
Село было основано в 1946 году.
До 1987 года село подчинялось Мирненскому сельскому совету. Однако в 1987 году Мирное получило статус посёлка городского типа, в нём был создан Мирненский поселковый совет, включающий только само Мирное, а Пивничное перешло в Терпеньевский сельский совет Мелитопольского района.
В 1996 году находящийся в Пивничном совхоз «Весна» был реорганизован в акционерное общество. В 2005 году прошёл процесс распаевания земли. Из-за нарушений, допущенных при реорганизации колхоза и распаевании земли, между владельцами паёв и правлением ОАО «Весна» возникло острое противостояние за фруктовые сады, которое в 2009 году даже привело к блокированию автомагистрали Харьков — Симферополь.

## Известные жители
Д. Д. Катюкова — жительница Пивничного, удостоенная звания «Мать-героиня».